# Willy Allemann
Willy Allemann, né le 10 juin 1942 en Suisse, est un joueur de football international suisse, qui évolue au poste de défenseur.

## Biographie

### Carrière en sélection
Avec l'équipe de Suisse, il joue un match (pour aucun but inscrit) en 1966. Il figure dans le groupe des sélectionnés lors de la Coupe du monde de 1966.